# Tropidocyphus
Tropidocyphus, secondo una classificazione filogenetica (F. Stein, 1878) è un genere del supergruppo Excavata appartentente alla famiglia Astasiaceae.

Questo genere fu descritto per la prima volta da Maximilian Perty nel 1852. ed è cosmopolita.

## Caratteristiche
I Tropidocyphus vivono principalmente in acqua dolce e marina, e sono stati ritrovati in Europa, Asia e Americhe.
Sono organismi probabilmente fagotrofici, anche se non sono stati ancora trovati organelli di ingestione visibili al microscopio ottico (nessuno studio al microscopio elettronico, ancora).
Tuttavia, sono anche fototrofi, in quanto la loro cellula ha pareti rigide. Dunque sono sostanzialmente organismi mixotrofi.
Hanno dimensioni variabili da 10 a 60 μ, e forme moderatamente appiattite, con diverse (da 4 a 10) chiglie elicoidali pronunciate, e sono dotati di due  flagelli emergenti, disuguali, eterodinamici, il più lungo diretto anteriormente durante il nuoto, il più corto posteriormente.
Differisce dal genere Notosolenus per la forma meno appiattita e per la presenza di increspature, mentre differisce più marcatamente dal genere Distigma, in quanto quest'ultimo è osmotrofico, ha forma di fuso e movimenti che ricordano gli Euglenoidi.

## Classificazioni alternative
Una classificazione ormai non più accettata (Cavalier-Smith) inserisce questo genere nella famiglia delle Scytomonadidae, ordine Petalomonadida, sottoclasse Homostavia, classe Stavomonadea, superclasse Rigimonada, infraphylum Dipilida, subphylum Dipilida, phylum Euglenida, finché non si è scoperto che tali gruppi sono parafiletici.

## Suddivisioni
Il genere Tropidocyphus contiene 7 specie finora riconosciute:
- Tropidocyphus caudatus
- Tropidocyphus cyclostomus
- Tropidocyphus falcatus
- Tropidocyphus octocostatus
- Tropidocyphus ovatus
- Tropidocyphus pluricostatus
- Tropidocyphus richiae